# Ліхтарна акула наїжачена
Ліхтарна акула наїжачена (Etmopterus unicolor) — акула з роду Ліхтарна акула родини Ліхтарні акули. Інша назва «темнокричнева ліхтарна акула». Тривалий час вважалася синонімом коричневої ліхтарної акули. Лише нещодавно визначена як самостійний вид.

## Опис
Загальна довжина досягає 75 см. Спостерігається статевий диморфізм: самиці більше за самців. Голова широка та сплощена. Морда коротка, ніздрі розташовані ближче до кінчиками морди. Очі великі, овальні. Рот широкий, зігнутий. На верхній щелепі присутні 28 робочих зубів, з високою центральною верхівкою та 3 коротких боковими верхівками. На нижній щелепі — 34 зуба з пласкими трикутними верхівками, що утворюють суцільну ріжучу крайку. У неї 5 пар відносно довгих зябрових щілин. Тулуб щільний, майже циліндричний. Шкіряна луска дрібна, розташована рясно та нерівномірно. Кожна луска має чотирикутну основу й тонку, дещо зігнуту верхівку. У самиці луска міцно закріплена на шкірі, у самця — відносно легко відділяється. Має 2 невеличких спинних плавця з шипами. Задній у 2 рази більше за передній. Черево довге. Хвостове стебло коротке. Хвостовий плавець довгий та широкий. Анальний плавець відсутній.
Забарвлення сіро-чорне або чорно-коричневе, більш темне на череві. На відміну від інших видів ліхтарних акул немає контрастного переходу кольору від спини до черева. В області черевних плавців та уздовж основи хвостового плавця є чорні поздовжні лінії.

## Спосіб життя
Тримається на глибинах від 400 до 1400 м, на континентальному шельфі, підводних гірських утворень. Живиться дрібною костистою рибою, головоногими молюсками, переважно кальмарами, ракоподібними, перш за все креветками, раками, невеликими крабами.
Статева зрілість у самців настає при розмірі 46 см, самиць — 50 см. Це яйцеживородна акула. Самиця народжує від 9 до 18 дитинчат завдовжки 17 см. Помітний високий рівень гермофродизму — серед дорослих особин до 23% мають риси обох статей.

## Розповсюдження
Представлена окремими ареалами біля узбережжя ПАР, південної Австралії, Нової Зеландії, о. Хонсю (Японія).